# Chácaras Del Rey (Santa Luzia)
Chácaras Del Rey é um bairro da cidade de Santa Luzia, em Minas Gerais.
O Bairro conta com logradouros temáticos, as ruas do bairro possuem nomes de personalidades do Império do Brasil como, Avenida Dom Pedro I, rua Imperatiz Leopoldina, rua Marquesa de Santos e outros.